# 天主教費爾班克斯教區
天主教費爾班克斯教區（拉丁語：Dioecesis de Fairbanks）是美國一個羅馬天主教教區，屬安克雷奇總教區。教座位於北部最大城市費爾班克斯。
教區管轄阿拉斯加州北部，2006年有18,000名教友、47個堂區和27名司鐸。現任教區主教為嘉德·西埃林斯基。
宗座監牧區於1894年7月27日設立，1916年12月22日升為宗座代牧區，1962年8月8日升為教區。